# デヴィッド・ポメランツ
デヴィッド・ポメランツ（David Pomeranz、1951年2月9日 - ）は、アメリカ合衆国の歌手、作曲家、作詞家、ミュージカル作家。非営利医療サービス組織「Operation Smile」のアンバサダーである。
更に、彼は宗教哲学サイエントロジーの熱心な実践者としても知られ、多岐に渡る社会慈善活動を行っていることでも高い評価を得ている。

## ソロとしての経歴
ロングアイランドに生まれ、育ったポメランツは、幼い頃から音楽に興味を示し、シナゴーグの合唱隊で歌い、ピアノ、ギター、ドラムスの演奏を習い、14歳のときには曲を書いてレコードに吹き込んでいた。19歳の時、MCA/デッカと契約し、2枚のアルバム『New Blues』と、チック・コリア をフィーチャーした『Time To Fly』を制作し、前座としてロッド・スチュワート、ビリー・ジョエル、スリー・ドッグ・ナイト、ドアーズなどのツアーに参加した。
1980年代後半、ポメランツは、グラスノスチ以前の「遠い国」であったロシアのロック・スター、アレクサンドル・マリーニンと共演しており、シチュエーション・コメディ『Head of the Class』で、アメリカ合衆国のテレビ番組として初めて、モスクワのゴーリキイ公園においてライブ演奏を行なった。また、ポメランツは、テレビ番組『Perfect Strangers』のテーマ・ソングだった「Nothing's Gonna Stop Me Now」を歌っていた。
その後もポメランツは、ソロとしてツアーを続け、ハリウッド・ボウル、ケネディ・センター、ミュンヘン・オリンピアシュタディオン、クレムリンなどで公演した。ポメランツは、デヴィッド・シャイアとの共作で、国際連合（国際連合児童基金、UNICEF）の子どものための世界サミットのテーマ曲「In Our Hands」を制作し、ふたりはテッド・ターナーの提唱によりシアトルで開催されていたグッドウィルゲームズの閉会式で演奏した。1999年、ポメランツは、旧作や新作のラブソングを集めたコンピレーション・アルバムのCD『Born For You - His Best And More』を出し、フィリピンでは歴代有数のベストセラーとなった。その後も、アルバム『The Eyes of Christmas』や『On This Day』を制作した。

## 作曲家
ポメランツの作品には、バリー・マニロウが吹き込んだ「フィーリング (Tryin' to Get the Feeling Again)」や「ふたりのオールド・ソング (The Old Songs)」のほかにも、テレビの特別番組『John Denver and the Muppets: A Christmas Together』や『A Muppet Family Christmas』、デイヴ・クラークのミュージカル『Time』、映画『ビッグ』、1988年のソウルオリンピックなどで取り上げられた「It's in Every One of Us」などがある。ポメランツの作品を取り上げた歌手は、ベット・ミドラー、フィービ・スノウ、フレディ・マーキュリー、リッチー・サンボラ、ミッシー・エリオット、カーペンターズ、ハリー・ベラフォンテ、アンドレア・マルコヴィッチ、ドナ・サマー、リリアス・ホワイト、ホリーズ、クリフ・リチャードなどと幅広く、曲作りに関わったアルバムは、プラチナアルバム22枚、ゴルドアルバム18枚を生み出した。
ポメランツは、映画音楽やテレビ番組の音楽も手がけ、1981年にはCBSのテレビ映画『Homeward Bound』によりエミー賞の音楽賞歌曲部門にノミネートされ、舞台音楽ではロンドンのウエスト・エンド・シアターのヒット・ミュージカル『Time』を手がけ、また、チャールズ・チャップリンの生涯に基づいた作品で、1995年にコネチカット州ウォーターフォードのユージン・オニール演劇祭で上演され、1996年にはコンサート形式のバージョンがロシアのサンクトペテルブルクで上演された『Little Tramp』、さらに、ビル・ケンライトが『二都物語』をミュージカルに仕立て、1998年にウィンザーのシアター・ロイヤル (Theatre Royal)、1999年にバーミンガムのアレキサンドリア劇場 (Alexandria Theatre) で上演した作品にも参加した。キャシー・リー・ギフォードと共同で制作した『Under The Bridge』は、2005年1月にオフ・ブロードウェイで上演され、福音伝道者エイミー・センプル・マクファーソンの生涯を描いた『Saving Aimee』は、2005年10月にホワイト・プレインズ・パフォーミング・アーツ・センターで初演され、2007年4月から5月にかけてバージニア州アーリントン郡のシグネチャー・シアターで上演された。2012年、『Saving Aimee』は『Scandalous: The Life and Trials of Aimee Semple McPherson』と改題され、11月15日にニューヨーク、ブロードウェイのニール・サイモン・シアターで上演された。

## ディスコグラフィ

### スタジオ・アルバム
- New Blues (1971)
- Time to Fly (1971)
- It's in Every One of Us (1975)
- The Truth of Us (1980)
- Come Home (1993)
- The Eyes of Christmas (2000)
- On This Day (2001)
- Hold Tight (2007)
- A Personal Touch (2009)
- You're the Inspiration (2012)

### コンピレーション・アルバム
- Best of David Pomeranz (1999)
- Born for You: His Best and More (1999)